# Pistole vz. 50
Pistole vz. 50 je samonabíjecí zbraň vyráběná Českou zbrojovkou Strakonice a Českou zbrojovkou Uherský Brod.

## Historie
Zbraň byla zkonstruována bratry Janem a Jaroslavem Kratochvílovými v letech 1947 až 1948. Zvolena byla ráže 7,65 mm, která byla v té době i dlouho později považována za ideální pro policejní práci a osobní obranu. Výroba započala v České zbrojovce Strakonice kde probíhala v letech 1950-1952 . Celkem zde bylo vyrobeno 88 823 ks pistolí vzor 50, z nichž většinu převzaly tehdejší bezpečnostní složky. Následně se výroba přesunula do České zbrojovky Uherský Brod, kde pokračovala od roku 1957. Mezi lety 1957 až 1969 bylo vyrobeno přibližně 270 000 ks pistolí vzor 50 a to převážně na export. V roce 1970 byla výroba pistolí vzor 50 nahrazena 7,65 mm pistolí vzor 50/70. Pistole vzor 70 byla mírně inovovaným modelem pistole vzor 50. Lišila se hranatější rukojetí, bylo zkráceno křidélko manuální pojistky, změněn tvar kohoutu, který byl kulatější s otvorem. Číslování zbraní kontinuálně pokračovalo a některé starší pistole vzor 50 byly později repasovány, čímž získaly podobu vzoru 70. Celkově bylo pistole vzor 50/70 vyrobeno v Uherském Brodě 1 010 828 kusů, spolu s pistolemi vyrobenými ve Strakonicích se jedná o přibližně 1,1 mil. kusů, většina byla určena na export.

## Konstrukce
Jedná se o samonabíjecí pistoli s dynamickým závěrem. Po základní rozborce pro čištění se skládá ze čtyř částí:
- rám (tělo) zbraně s pevně připojenou hlavní,
- závěru,
- vratné pružina závěru a
- zásobníku.

Vratná pružina závěru je navlečena přímo na hlavni zbraně. Na závěru je umístěna pevná muška a hledí, které lze stranově posunout.
Pistole je vybavena ručně ovládanou pojistkou, která je kombinována s funkcí pro bezpečné vypouštění bicího kohoutu. Dále má pistole druhou, pádovou pojistku. Tato pojistka jistí úderník v případě, že není stisknuta spoušť.
Spoušť zbraně pracuje v režimu SA/DA. To znamená, že je-li bicí kohout natažen, spoušťový mechanismus jej jen spustí. V případě, že kohout natažen není tak jej spoušť nejdříve i natáhne. Standardní odpor spouště je ca 20N. V případě natahování bicího kohoutu spouští, tedy režimu DA je odpor spouště ca 50N.
Dále je zbraň vybavena výstražníkem. Pokud je v komoře zbraně náboj, výstražník je povysunut ze závěru.
 

## Uživatelé
Pistole CZ vz. 50 vystřídala ve službě pistoli ČZ vz. 27, používanou od první republiky. Byla používána příslušníky SNB a později Policie ČR přibližně mezi roky 1950 a 1990. V 80. letech byla postupně nahrazována pistolí vzor 82 užívající náboje 9 mm Makarov. Přibližně do roku 2013 byla jednou z hlavních pistolí využívanou při praktické části zkoušky odborné způsobilosti při získávání zbrojního průkazu.

## Základní údaje
- Kategorie: Samonabíjecí pistole
- Výrobce: Česká zbrojovka Uherský Brod, Česká zbrojovka Strakonice
- Vyráběna: 1947–1969
- Ráže: 7,65 Browning
- Kapacita zásobníku: 8 nábojů
- Délka: 167 mm
- Délka hlavně: 96 mm (3,78in)
- Hmotnost: 0,70 kg (1.54 lb)